# تانگشانجیابو
تانگشانجیابو (انگلیسی: Tongshanjiabu) کوهی در هیمالیا است که با ارتفاع ۷٬۲۰۷ متر، سیزدهمین کوه بلند صعودنشده دنیا به‌شمار می‌رود. این کوه در منطقه مرزی مورد مناقشه میان بوتان و چین قرار دارد و تا کنون به صورت رسمی صعود نشده‌است.